# Колібрі-білогуз бронзовохвостий
Колі́брі-білогуз бронзовохвостий (Chalybura urochrysia) — вид серпокрильцеподібних птахів родини колібрієвих (Trochilidae). Мешкає в Центральній і Південній Америці.

## Опис

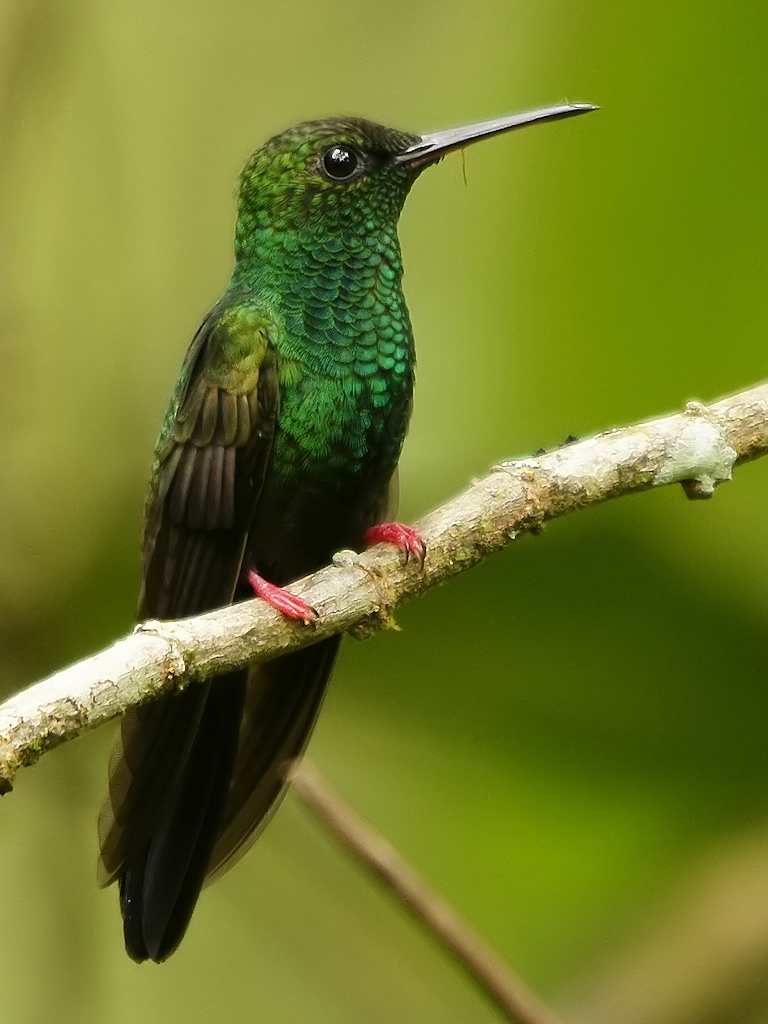
Бронзовохвостий колібрі-білогуз

Довжина птаха становить 10-12 см, самці важать 7 г, самиці 6 г. У самців верхня частина тіла бронзово-зелена, нижня частина тіла зелена, блискуча, нижня частина живота більш темна, хвіст бронзово-зедений або пурпурово-чорний, в залежності від підвиду. Нижні покривні пера хвоста довгі, білі. Дзьоб чорний, знизу біля основи блідо-рожевий, лапи червоні або рожеві. У самиць нижня частина тіла сіра, з боків поцяткована зеленими плямами, гузка у них сірувато-біла, крайні стернові пера сірі. У молодих птахів пера на голові, шиї і надхвісті мають охристі кінчики.

## Підвиди
Виділяють три підвиди:
- C. u. melanorrhoa Salvin, 1865 — карибські схили Нікарагуа, Гондураса і Коста-Рики;
- C. u. isaurae (Gould, 1861) — Панама і північний захід Колумбії;
- C. u. urochrysia (Gould, 1861) — південно-східна Панама, північна і західна Колумбія та північно-західний Еквадор.

## Поширення і екологія
Бронзовохвості колібрі-білогузи мешкають в Нікарагуа, Гондурасі, Коста-Риці, Панамі, Колумбії і Еквадорі. Вони живуть в середньому ярусі вологих тропічних лісів, на узліссях, у прилеглих вторинних заростях та на деяких напіввідкритих місцевостях, таких, як тінисті сади і плантації какао. В Коста-Риці зустрічаються на висоті до 700 м над рівнем моря, в Клумбії на висоті до 900 м над рівнем моря.

## Поведінка
Бронзовохвості колібрі-білогузи живляться нектаром квітів трав'янистих рослин з родів Геліконія (Heliconia), Renealmia і Costus та чагарників з родів Carapichea і Malvaviscus та родини акантових. Крім того, вони живляться нектаром епіфітів, що ростуть в середньому ярусі лісу, зокрема з родин вересових, геснерієвих і бромелієвих, а також нектаром дерев, що ростуть на узліссях і галявинах, зокрема з родів Inga, Symphonia і Hamelia. Бронзовохвості колібрі-білогузи доповнюють свій раціон дірбними комахами, зокрема мухами, осами, іноді мурахами і клопами, а також павуками. Самці агресивно захищають свої кормові території.
В Коста-Риці сезон розмноження триває з грудня по травень, в Колумбії з лютого по квітень. Під час сезону розмноження самці продовжують нападати на порушників, зокре на самиць, що залітають на їх територію. Гніздо глибоке, чашоподібне, робиться з рослинних волокон і павутиння, зовні прикрашається зеленим мохом і лишайниками, розміщується в підліску, на висоті від 0,5 до 1,5 м над землею, часто поблизу річки або стежки. В кладці 2 білих яйця.